# I May Destroy You
I May Destroy You é uma minissérie britânica de comédia dramática criada por Michaela Coel. Apesar de ser uma produção britânica, sua estreia foi ao ar na emissora estadunidense HBO em 7 de junho de 2020 e na britânica BBC One no dia seguinte. Além de criadora, Coel também atuou como escritora, diretora, produtora executiva e protagonista, interpretando Arabella Essiedu, uma jovem que busca reconstruir sua vida após ser estuprada.

## Enredo
Arabella é uma estrela do Twitter que virou uma escritora famosa com seu primeiro livro, Chronicles of a Fed-Up Millennial, e é publicamente celebrada como um ícone da geração Y. Enquanto luta para cumprir o prazo de entrega de seu segundo livro, ela faz uma pausa no trabalho para se encontrar com amigos em uma noite em Londres. Na manhã seguinte, ela tem dificuldade em lembrar o que aconteceu com ela e conta com a ajuda de seus melhores amigos, Terry e Kwame.

## Elenco e personagens

### Principal
- Michaela Coel como Arabella Essiedu, uma escritora
- Weruche Opia como Terry Pratchard, atriz em ascensão e melhor amiga de Arabella
- Paapa Essiedu como Kwame, melhor amigo de Arabella

### Recorrente
- Marouane Zotti como Biagio, um traficante italiano que mantém uma relação casual com Arabella
- Stephen Wight como Ben, colega de quarto de Arabella
- Adam James como Julian, agente literário de Arabella
- Natalie Walter como Francine, financista de Arabella
- Aml Ameen como Simon, amigo de Arabella
- Lara Rossi como Kat, espoa de Simon
- Ann Akin como Alissa, amante de Simon
- Chin Nyenwe como Tariq
- Lewis Reeves como David
- Sarah Niles como Policial Funmi
- Mariah Gale como Policial Beth
- Rebecca Calder como Shirley
- Andi Osho como Carrie, terapeuta de Arabella
- Fehinti Balogun como Damon, interesse amoroso de Kwame
- Karan Gill como Zain Tareen, escritor da Henny Publishing
- Tobi King Bakare como Nicholas, irmão de Arabella
- Ellie James como Sion
- Franc Ashman como Susy Henny, editora de Arabella
- Harriet Webb como Theodora
- Shalisha James-Davis como Loretta
- Gaby French como Theodora adolescente
- Danielle Vitalis como Arabella adolescente
- Lauren-Joy Williams como Terry adolescente
- Pearl Chanda como Nilufer
- Gershwyn Eustache Jnr como Tyrone
- Tyler Luke Cunningham como Kai

## Episódios
| N.º | Título                                   | Dirigido por               | Escrito por   | Exibição            | Exibição             | Audiência (milhões) |
| --- | ---------------------------------------- | -------------------------- | ------------- | ------------------- | -------------------- | ------------------- |
| 1   | "Eyes Eyes Eyes Eyes"                    | Sam Miller                 | Michaela Coel | 8 de junho de 2020  | 7 de junho de 2020   | 0.212               |
| 2   | "Someone Is Lying"                       | Sam Miller                 | Michaela Coel | 9 de junho de 2020  | 14 de junho de 2020  | 0.229               |
| 3   | "Don't Forget the Sea"                   | Sam Miller                 | Michaela Coel | 15 de junho de 2020 | 22 de junho de 2020  | 0.156               |
| 4   | "That Was Fun"                           | Sam Miller & Michaela Coel | Michaela Coel | 16 de junho de 2020 | 29 de junho de 2020  | 0.098               |
| 5   | "...It Just Came Up"                     | Sam Miller & Michaela Coel | Michaela Coel | 22 de junho de 2020 | 6 de julho de 2020   | 0.108               |
| 6   | "The Alliance"                           | Sam Miller & Michaela Coel | Michaela Coel | 23 de junho de 2020 | 13 de julho de 2020  | 0.128               |
| 7   | "Happy Animals"                          | Sam Miller & Michaela Coel | Michaela Coel | 29 de junho de 2020 | 20 de julho de 2020  | 0.102               |
| 8   | "Line Spectrum Border"                   | Sam Miller & Michaela Coel | Michaela Coel | 30 de junho de 2020 | 27 de julho de 2020  | 0.087               |
| 9   | "Social Media Is a Great Way to Connect" | Sam Miller & Michaela Coel | Michaela Coel | 6 de julho de 2020  | 3 de agosto de 2020  | 0.088               |
| 10  | "The Cause the Cure"                     | Sam Miller & Michaela Coel | Michaela Coel | 7 de julho de 2020  | 10 de agosto de 2020 | 0.115               |
| 11  | "Would You Like to Know the Sex?"        | Sam Miller & Michaela Coel | Michaela Coel | 13 de julho de 2020 | 17 de agosto de 2020 | 0.088               |
| 12  | "Ego Death"                              | Sam Miller & Michaela Coel | Michaela Coel | 14 de julho de 2020 | 24 de agosto de 2020 | 0.121               |

## Produção
Originalmente intitulada January 22nd, a série é produzida pela Various Artists Ltda e pela produtora de Coel, Falkna Productions. A produção executiva ficou a cargo de Coel, Phil Clarke, Roberto Troni, Jo McClellan, Sam Miller e Piers Wenger. Simon Maloney produziu os seis primeiros episódios, enquanto Simon Meyers produziu o restante. O serviço de streaming Netflix ofereceu $1 milhão (£800.000) para o projeto, mas Coel recusou oferta porque o acordo retiraria sua propriedade total de direitos como criadora do material. Em uma palestra na edição de 2018 do Festival Fringe de Edimburgo, Coel afirmou que ela foi abusada sexualmente enquanto escrevia Chewing Gum, e que a experiência serviu de inspiração para I May Destroy You.

## Recepção da crítica
No agregador Metacritic, I May Destroy You obteve uma aprovação de 86/100, baseado em 27 avaliações, indicando "aclamação universal". No agregador de resenhas Rotten Tomatoes, a série marca uma pontuação de 97% com base em comentários de 77 críticos, e registra uma nota 8.55 de 10. De acordo com o site, o consenso crítico diz: "I May Destroy You é ao mesmo tempo corajosa e delicada, desemaranhando o trauma da agressão sexual com humor ácido e momentos de profundo desconforto, todos mantidos juntos pela força do talento inegável de Michaela Coel."
Escrevendo para o The New York Times, o crítico Mike Hale chamou a série de "tocante e silenciosamente hilária". Ele elogiou Coel e a disposição do programa de ultrapassar limites. Em sua crítica para a Time, Judy Berman pontuou a singularidade e a complexidade da série em narrar uma história que tem como foco o tema da agressão sexual pós-movimento Me Too.